# Kalvarienbergkapelle (Dittwar)

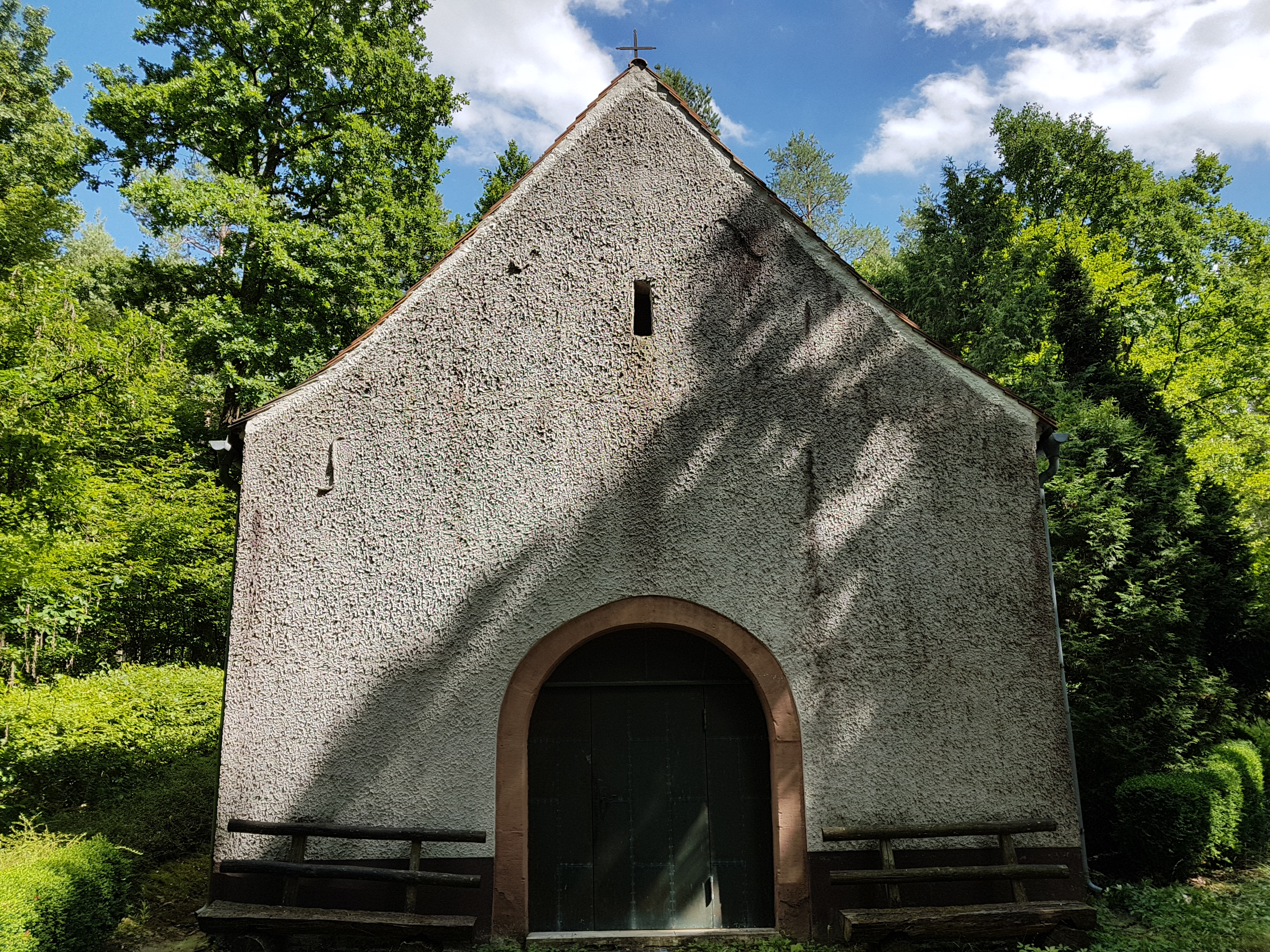
Die Kalvarienbergkapelle am Dittwarer Kreuzhölzle (2017)

Die Kalvarienbergkapelle in Dittwar, einem Stadtteil von Tauberbischofsheim im Main-Tauber-Kreis in Baden-Württemberg, wurde ab 1730 geplant und bis zum Jahre 1747 als zwölfte von insgesamt vierzehn steinernen Kapellen als Kreuzwegstationen errichtet.

## Lage
Die Kalvarienbergkapelle befindet sich südlich von Dittwar. Sie ist die 12. Station von insgesamt vierzehn steinernen Kapellen des Dittwarer Kreuzweges, der vom Ortsausgang bis zum Kreuzhölzle hinauf führt.

## Geschichte

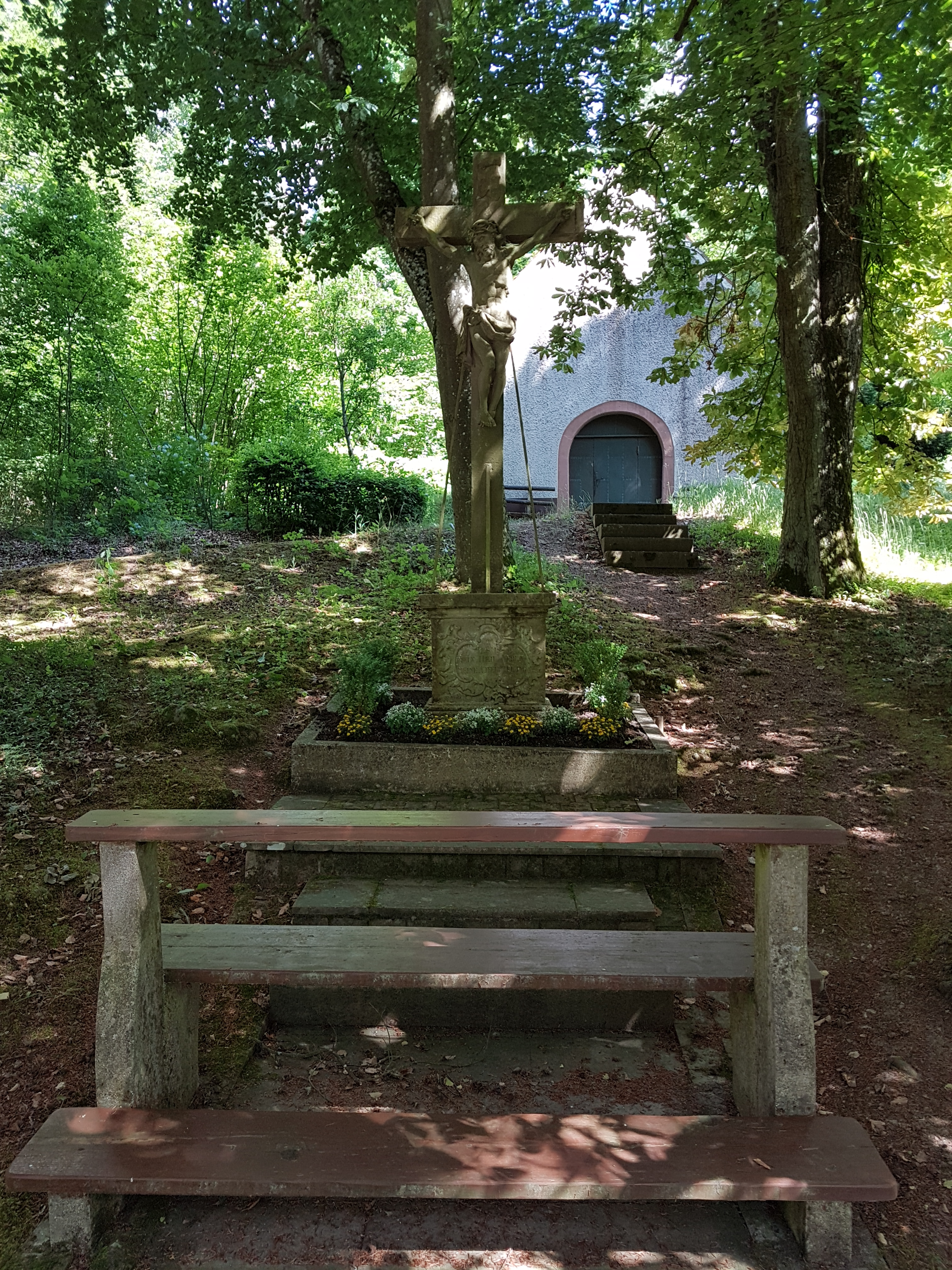
12. Kreuzwegstation: Jesus stirbt am Kreuze, im Hintergrund die Kalvarienbergkapelle mit einem Altar zur Erinnerung an die Kreuzigung

Bereits 1730 begannen die Planungen der Dittwarer Kreuzwegstationen zum „Kalvarienberg“ am Kreuzhölzle. Bis 1747 erhielt der Kreuzweg 14 kleine Steinkapellen als Kreuzwegstationen und die Druckerlaubnis einer bischöflichen Kommission für das erste Wallfahrtsbüchlein wurde erteilt. Der Kreuzweg des Jahres 1747 mit der Kalvarienbergkapelle wurde durch Christoph Bernhard Müller, den damaligen Verwalter des Spitals Tauberbischofsheim, gestiftet. Die 12. Kapelle wurde „Kalvarienberg“ genannt, da sie größer als die Übrigen war und sich in der „Kalvarienbergkapelle“ ein Altar zur Erinnerung an die Kreuzigung befand. Ursprünglich handelte es sich beim Dittwarer Kalvarienbergkapelle um eine Behausung der Einsiedler. Diese wurde aber von einem Freiherrn Bettendorff aus Gissigheim zu einem Kapellchen umgebaut.
Von der ersten Station bis zum Kalvarienberg zählte man bei der Planung des Kreuzweges 1361 Schritte; Das soll laut Legende der Abstand des historischen Kreuzweges in Jerusalem sein. Im ersten Wallfahrtsbüchlein wurden auch eine ganze Reihe von weiteren Wundern aufgezählt, die sich im Jahre 1670 ereignet haben sollen.
Im Jahre 1977 wurde die Kalvarienbergkapelle renoviert.

## Name
Die Kapelle erhielt den Namen Kalvarienbergkapelle, da sie den Dittwarer Stationsweg, einen Passionsweg, beschließt.

## Denkmalschutz
Der Kalvarienbergkapelle ist ein Kulturdenkmal der Stadt Tauberbischofsheim. Sie steht zusammen mit der angrenzenden Kreuzkapelle, einem Bildstock und den Kreuzwegstationen als Sachgesamtheit unter Denkmalschutz.